# Lingua alto-tedesca antica
L'alto-tedesco antico (in antico tedesco diutisk) indica la forma scritta più antica di tedesco a noi nota, il cui arco temporale si estende all'incirca dal 750 al 1050 e si riferisce alle parlate della Germania centro-meridionale.

## Testo d'esempio
Il Giuramento di Strasburgo, scritto in tedesco antico:

## Classificazione e storia
L'alto tedesco antico non è una lingua unitaria, come il nome sembra suggerire, ma designa un gruppo di dialetti germanici occidentali parlati a sud della cosiddetta linea di Benrath, che corre da Benrath, città satellite di Düsseldorf, verso oriente. In questi dialetti si attua la seconda rotazione consonantica, circostanza che li differenzia dalle altre lingue, o parlate, del germanico orientale dell'area del bassopiano della Germania settentrionale e degli attuali Paesi Bassi. Queste ultime sono conosciute con il nome di sassone antico, più raramente come basso-tedesco antico, per distinguerle dall'alto tedesco antico. Dal sassone antico si sono sviluppati il basso tedesco medio e il basso-tedesco.
Poiché l'antico alto tedesco fu l'espressione di un gruppo di dialetti strettamente collegati, nell'Alto Medioevo non si realizzò una lingua scritta unitaria. I documenti pervenuti si possono attribuire ai singoli dialetti, parlando in maniera più precisa di francone antico, bavarese antico, alemanno antico etc.
I documenti in alto tedesco antico sono costituiti in larga parte da testi religiosi (preghiere, voti battesimali, traduzioni della Bibbia); scarse le testimonianze di poesia laica (il Canto d'Ildebrando) o di altre attestazioni scritte e orali (iscrizioni, formule magiche).
Tipiche dell'alto tedesco antico sono le desinenze in vocali di timbro pieno (o definito), cioè tutte quelle vocali diverse dalla vocale /ə/, lo scevà. Ad esempio:
| a.t.a.: | tedesco: |
| mahhōn  | machen   |
| taga    | Tage     |
| demu    | dem      |
| perga   | Berge    |

A causa della situazione politica del X secolo si assiste a un significativo arretramento della diffusione dei testi scritti in lingua tedesca. Un ritorno all'uso del tedesco come lingua letteraria ha luogo a partire dal 1050 circa. Poiché il patrimonio documentario dell'XI secolo si distingue in maniera sensibile dalla tradizione più antica, a partire dal 1050 circa questa lingua viene definita alto tedesco medio.